# 2723 Gorshkov
2723 Gorshkov este un asteroid din centura principală, descoperit pe 31 august 1978, de Nikolai Cernîh.